# Kularia
Kularia (Kulharia), en gotra (klan) tillhörig jaternas kast, bosatt i Hissar, Haryana. Klanen är en gren av johiyajaterna. Kulharijaterna regerade i Marwarområdet kring 1000- och 1100-talet. Bahipal var deras kung och Kot-Marot var huvudort. Det fanns även ett fort känt som Kot-Marot. Bahipal förlorade senare sitt kungadöme under ett krig.